# Bristol 406 Zagato
Der Bristol 406 Zagato ist ein britisch-italienischer Sportwagen, der die Technik des Bristol 406 Saloon mit einer von Zagato entworfenen und gebauten Karosserie verbindet. Das vielfach als exzentrisch empfundene Sondermodell entstand im Auftrag des Bristol-Händlers Tony Crook und wurde in sehr geringer Stückzahl hergestellt. Es ist leichter, kleiner und schneller als das Basisfahrzeug mit Werkskarosserie. Daneben erhielten auch einige ältere Bristol-Chassis nachträglich vergleichbare Zagato-Karosserien. Der 406 Zagato gehört heute zu den teuersten Klassikern der Marke.

## Entstehungsgeschichte

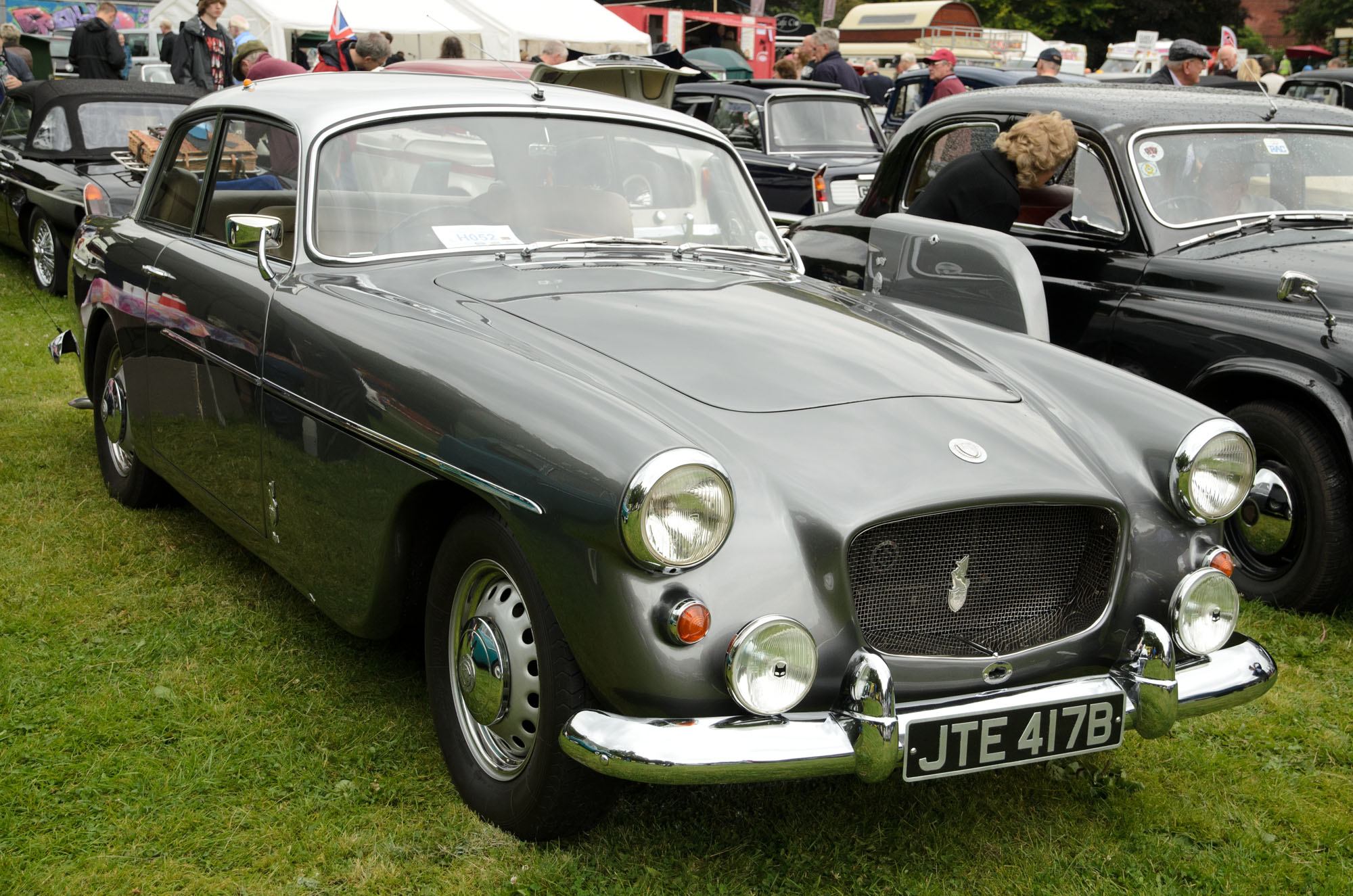
Bristols Standardmodell ab 1958: 406 Saloon

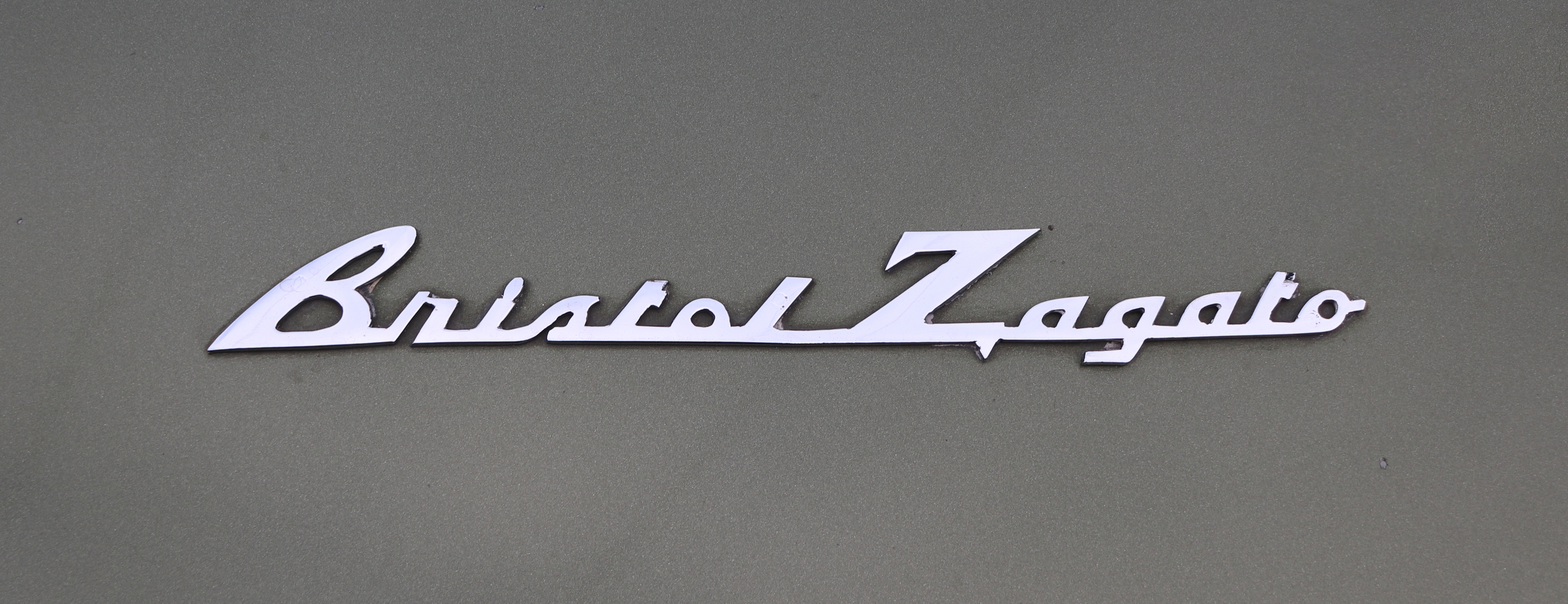
Britisch-italienische Kooperation: Bristol-Zagato

Bristol Cars, die nach dem Ende des Zweiten Weltkriegs gegründete Automobilabteilung des Flugzeugherstellers Bristol Aeroplane Company, produzierte ab 1946 Oberklassefahrzeuge, die auf BMW-Technik beruhten. Das Chassis und die Motoren waren von den vor dem Krieg entwickelten BMW-Typen 326, 327 und 328 abgeleitet, deren Konstruktionspläne möglicherweise als Kriegsreparation nach Großbritannien gekommen waren. Auf das Debütmodell 400, das außerdem eine an ein BMW-Coupé angelehnte Karosserie hatte, folgten die von Touring karossierten Modelle 401, 402 und 403, die in der Literatur als eine einheitliche Modellfamilie angesehen werden, bevor 1953 mit dem zweitürigen 404 und ein Jahr später mit dem viertürigen 405 die dritte Bristol-Generation erschien, deren Technik weiterhin auf BMW-Konstruktionen zurückzuführen war. Die meisten dieser Baureihen entstanden in jeweils dreistelliger Stückzahl, wobei das Produktionsniveau Mitte der 1950er-Jahre nur noch etwa halb so hoch war wie in den Anfangsjahren. Im Herbst 1958 führte Bristol schließlich mit dem viersitzigen 406 Saloon die vierte Modellgeneration ein, die eine Abkehr von der anfänglich betont sportlichen Ausrichtung der Marke bedeutete: Er war größer, schwerer und luxuriöser als alle bisherigen Bristol, verlor die Bristol-typische Agilität und war trotz eines größeren Motors langsamer als die Vorgänger, sodass er teilweise als untermotorisiert empfunden wurde.
Bristol beabsichtigte anfänglich, dem 406 Saloon werksseitig einen kürzeren und schnelleren Zweisitzer zur Seite zu stellen. Entsprechend wurde 1958 ein Prototyp gebaut, das Projekt jedoch aus Kostengründen und wegen unklarer Zukunftsaussichten des Unternehmens eingestellt. Im folgenden Frühjahr griff Tony Crook, Mitglied im Vorstand von Bristol Cars und zugleich größter Händler der Marke, die Idee eines sportlichen Sondermodells auf 406-Basis wieder auf. Daraus wurde der 406 Zagato, der formal kein Modell von Bristol Cars, sondern ein eigenständiges Projekt von Anthony Crook Motors war. Der 406 Zagato sollte Bristol zu seinem Ursprung zurückbringen: Er war „für Fahrer (bestimmt), die bereit waren, zugunsten sportlicher Leistungen Abstriche beim Komfort und beim Raumangebot in Kauf zu nehmen“ (Tony Crook). Nach Crooks Verständnis gehörte dazu vor allem eine leichte und kompakte Karosserie. Mit deren Gestaltung und Aufbau beauftragte er die italienische Carrozzeria Zagato, die für Leichtbau bekannt und deren britischer Generalimporteur Crook seit Jahren war. Außerdem sollte Abarth die Motorleistung steigern.
Der Prototyp des 406 Zagato wurde genau ein Jahr nach dem 406 Saloon präsentiert. Er debütierte vom 21. bis 31. Oktober 1959 auf der Londoner Earls Court Motor Show, wo er je nach Quelle auf dem Stand von Bristol Cars oder dem von Anthony Crook Motors bzw. Zagato gezeigt wurde. Im Herbst 1959 begann die reguläre Fertigung, die ein Jahr später endete. Der Bristol 406 war nur über Anthony Crook Motors erhältlich; die anderen Bristol-Händler hatten keinen Zugriff darauf.
Der 406 Zagato war nicht erfolgreich: Statt der geplanten zehn entstanden lediglich sechs Fahrzeuge, und selbst die ließen sich nur schwer absetzen. Gleichwohl war der sportliche Gran Turismo der Ausgangspunkt einer langjährigen Zusammenarbeit Bristols mit Zagato: 1960 entstand ein kurzer Sportwagen mit 406-Technik und Fließheckkarosserie von Zagato (406S Zagato), dem 1961 ein ähnlich gestaltetes Auto auf der Basis des Bristol 407 mit Achtzylinder-V-Motor von Chrysler folgte (407 GTZ Zagato). Während diese beiden Fahrzeuge Einzelstücke blieben, verkaufte Bristol von 1975 bis 1993 insgesamt etwa 90 Exemplare des Targa-Coupés 412 und seines Nachfolgers Beaufighter, dessen Karosserie Giuseppe Mittino für Zagato entworfen hatte.

## Nomenklatur
Der von Bristol Cars werksseitig hergestellte Viersitzer, der 1958 den Bristol 405 in der Rolle des Hauptmodells ablöste, wird in der englischsprachigen Literatur zumeist als 406 Saloon bezeichnet. Das leichtere Sondermodell mit italienischer Karosserie hingegen wurde als 406 Zagato vermarktet; in der jüngeren Literatur finden sich teilweise auch die (1959 nicht verwendeten) Bezeichnungen 406 Z, 406 GTZ oder 406 GT Zagato.

## Modellbeschreibung

### Chassis und Fahrwerk
Der 406 Zagato ist auf einem aus Stahl gefertigten Kastenrahmen mit Längsträgern und Quertraversen aufgebaut, dessen Konstruktion und Abmessungen mit dem des regulären 406 Saloon übereinstimmen. Der Rahmen geht in den Grundzügen auf das Chassis des BMW 326 von 1936 zurück. Die Vorderräder sind einzeln an Querlenkern und einer unteren Querblattfeder aufgehängt. Hinten hat der Wagen eine Starrachse mit Watt-Gestänge und einem Längslenker, Drehstabfedern mit Traghebeln und selbst konstruierten Stoßdämpfern. Das Auto verzögert mit vier Scheibenbremsen von Dunlop.

### Motor und Kraftübertragung

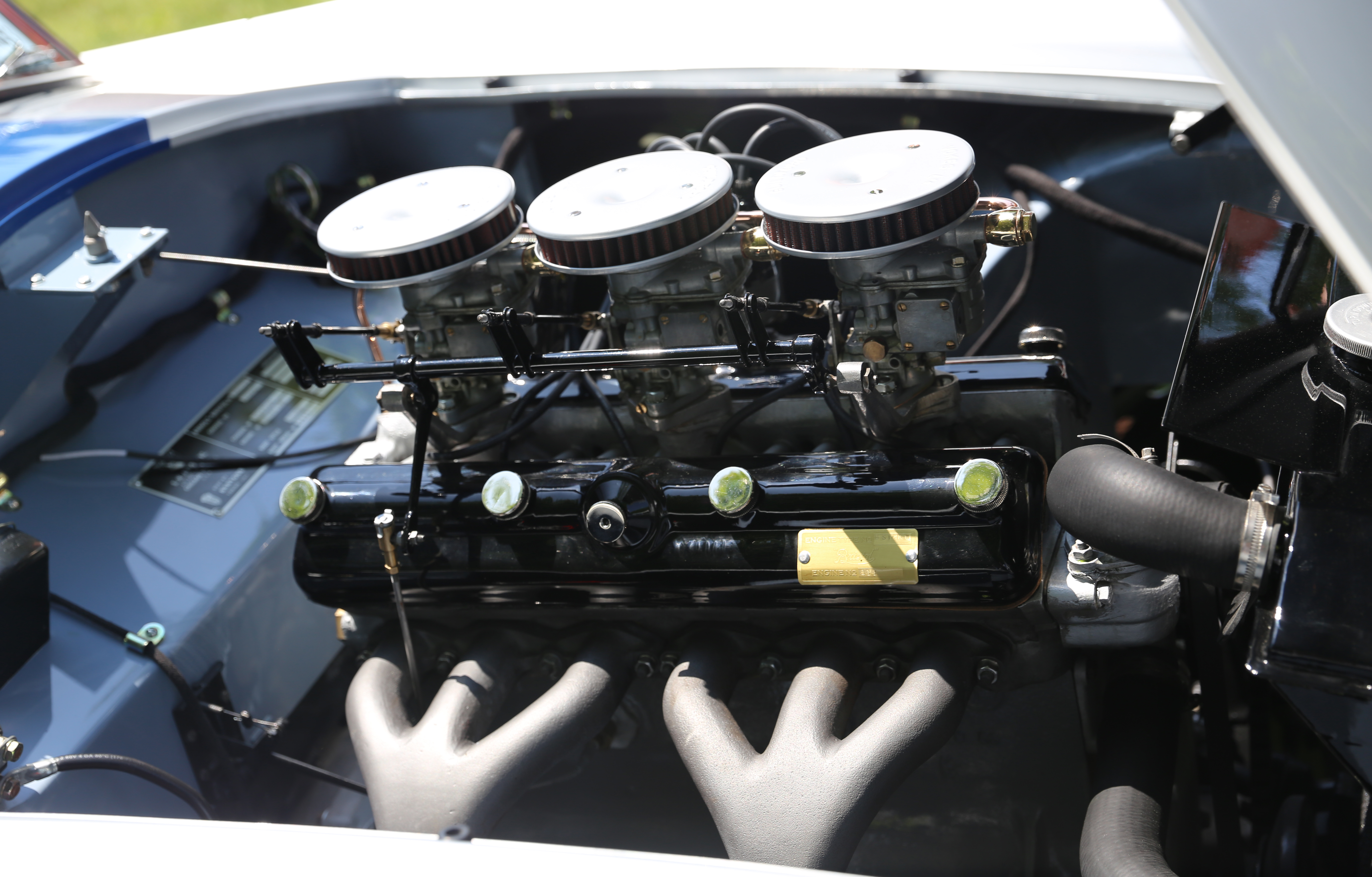
Bristols Sechszylindermotor

Alle 406 Zagato werden von Bristols Reihensechszylinder-Ottomotor angetrieben. Die hier verwendete 2,2 Liter große Version (2216 cm³, Bohrung × Hub: 68,69 bzw. 99,64 mm) ist eine Weiterentwicklung des bereits im 400 eingebauten Motors, der auf eine BMW-Konstruktion (328) von 1938 zurückgeht. In den wesentlichen Merkmalen gleicht der Bristol-Motor dem BMW-Motor; allerdings ist Bristols Version nicht nach metrischen, sondern in Zoll-Maßen konstruiert, und die verwendeten Materialien sind teilweise andere. Der Motor hat halbkugelförmige Brennräume mit V-förmig hängenden Ventilen, die über Stößel, Stoßstangen und Kipphebel von der unten liegenden Nockenwelle gesteuert werden. Die Auslassventile werden über zusätzliche Stoßstangen quer über den Zylinderkopf und je einen zweiten Kipphebel betätigt. Das Gemisch bereiten drei über dem Motorblock installierte Solex-Fallstromvergaser vom Typ 32 PBI/7 auf.
Im 406 Zagato war der Motor mit zwei unterschiedlichen Leistungsstufen erhältlich:
- Einzelne Fahrzeuge, darunter der im Oktober 1959 öffentlich ausgestellte Prototyp,[30] sind mit der Basisversion des Motors ausgestattet, die auch in allen 406 Saloon eingebaut wurde (Type 110). Sie leistet 105 bhp (78 kW, 106 PS). Das Drehmoment von 175 Nm fällt bei 4700 Umdrehungen pro Minute an.[30][31]

- Die meisten 406 Zagato haben eine leistungsgesteigerte Version des Sechszylindermotors (Type 110S), die im 406 Saloon nicht erhältlich war. Sie kommt bei unverändertem Hubraum auf eine Höchstleistung von 130 bhp (97 kW, 132 PS). Das maximale Drehmoment ist mit 166 Nm niedriger als in der Basisversion, wird allerdings bereits bei 3750 Umdrehungen pro Minute erreicht.[32] Die Leistungssteigerung wurde durch eine auf 9,0:1 erhöhte Verdichtung,[33] eine geänderte Nockenwelle[34] und eine neue Auspuffanlage samt Krümmer von Abarth erreicht.[32]

Die Motorleistung übertragen ein handgeschaltetes Vierganggetriebe mit Overdrive und eine Kardanwelle auf die Hinterachse. Der erste Gang des von Bristol selbst gebauten Getriebes ist nicht synchronisiert. Der – bei allen Bristols seit dem 405 – serienmäßige Overdrive von Laycock de Normanville kann im vierten Gang zugeschaltet werden und schaltet sich beim Zurückschalten automatisch aus.

### Karosserie
Die Karosserie des 406 Zagato ist eigenständig. Sie hat weder stilistisch noch technisch Bezüge zu dem von Dudley Hobbs und Dennis Sevier gestalteten Aufbau des 406 Saloon.

#### Design

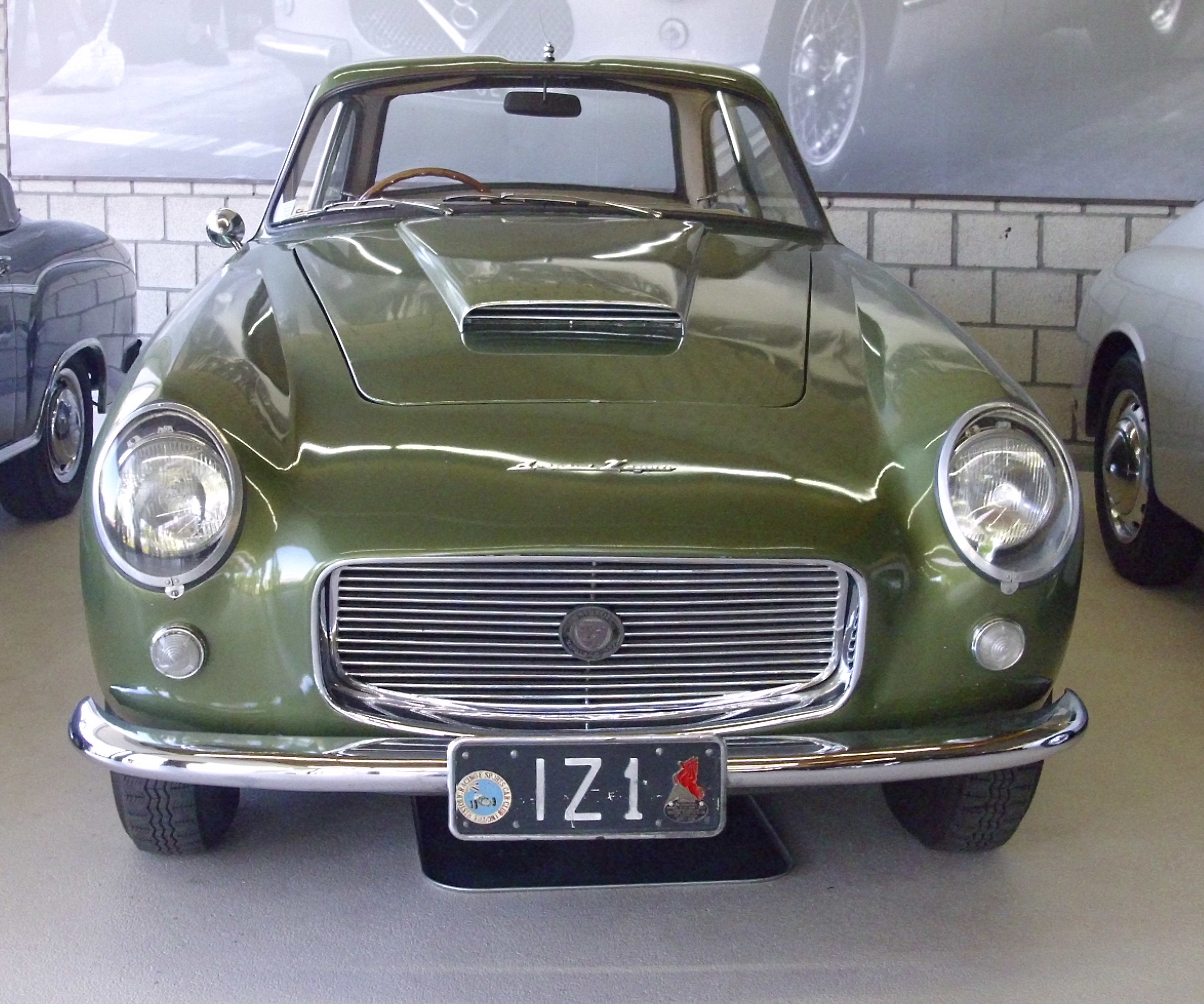
Frontpartie mit Anklängen an Lancia

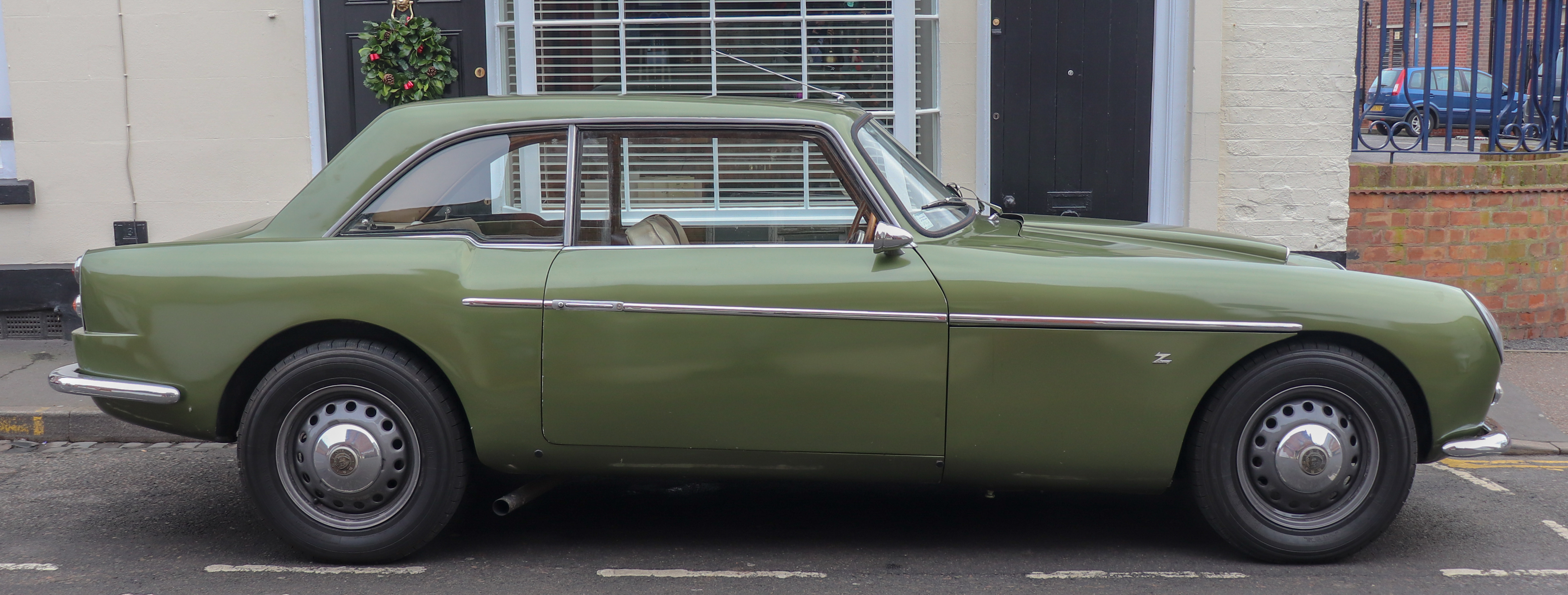
Seitenlinie mit Knick

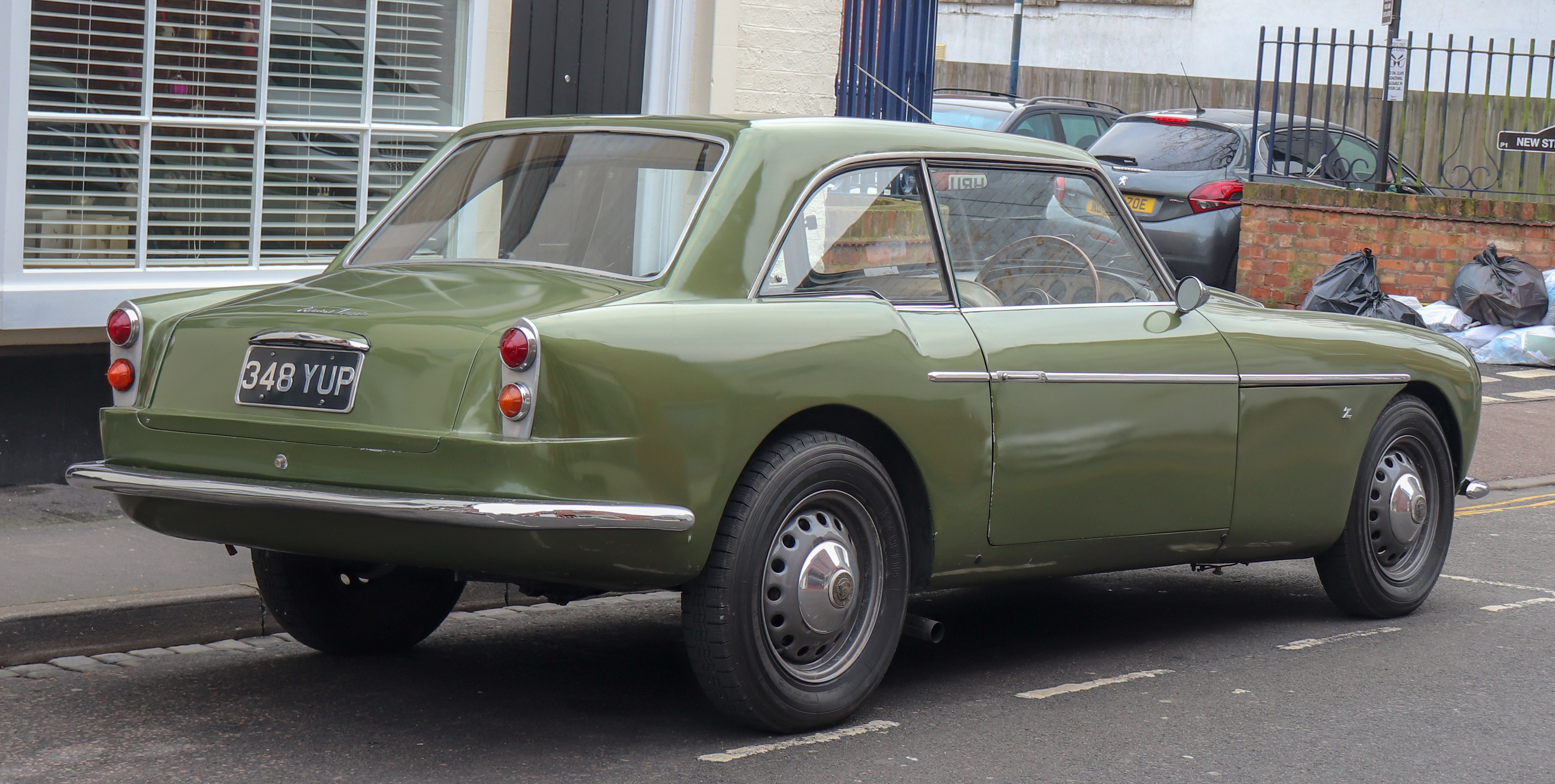
Kurzes Heck

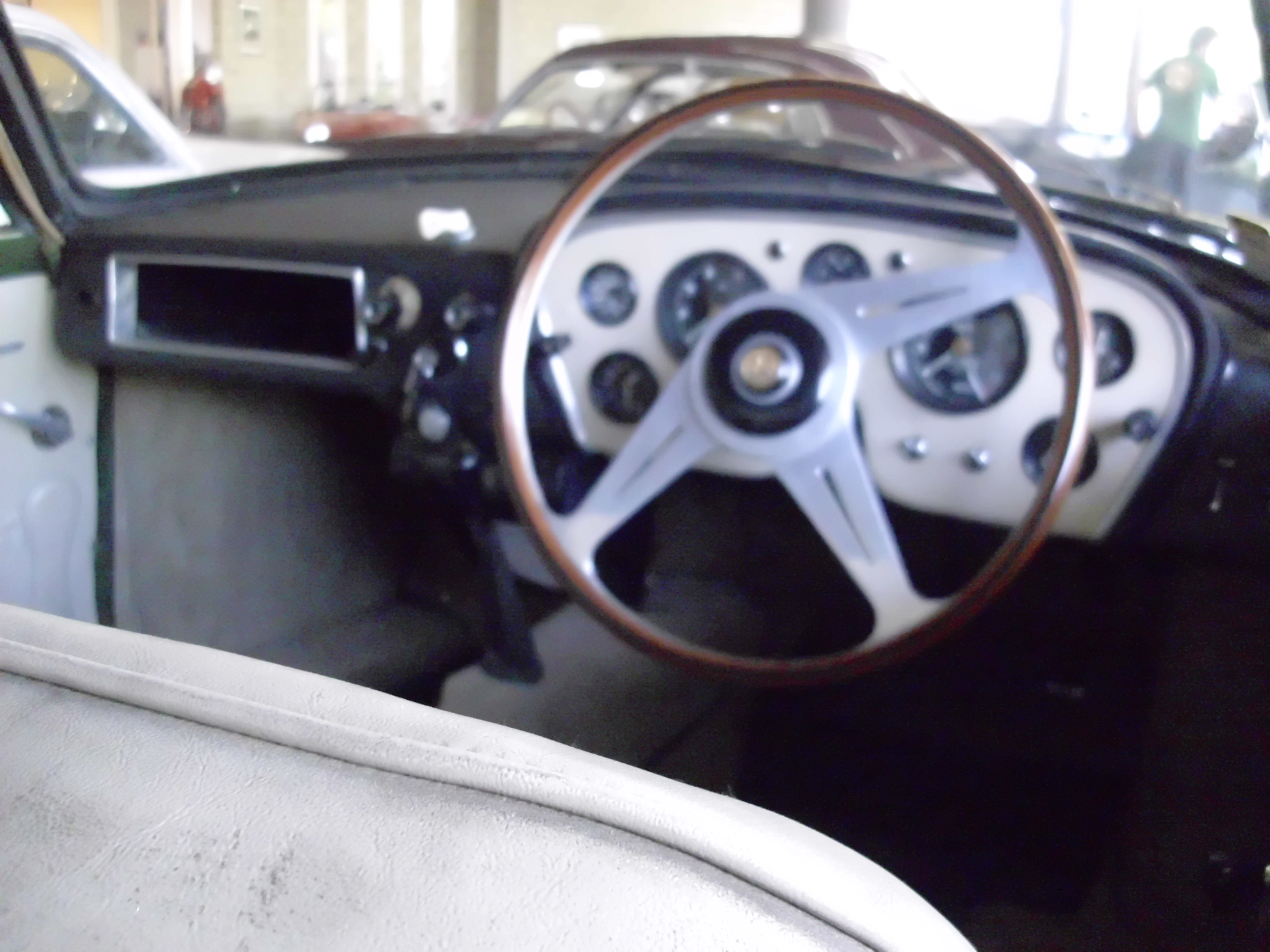
Interieur

Das Design der Stufenheckkarosserie geht auf Gianni Zagato, den Sohn des Unternehmensgründers Ugo Zagato, zurück. An der Frontpartie finden sich Designmerkmale des ebenfalls von Zagato entworfenen und gebauten Lancia Flaminia Sport; die Kühlerverkleidung ist sogar direkt von Lancia übernommen und trägt bei einzelnen Fahrzeugen Lancias Wappeneinfassung, in die das Emblem von Bristol Cars eingesetzt wurde. Der Dachaufbau folgt der Trapezform, die sich Ende der 1950er-Jahre in Europa durchzusetzen begann. Mit der waagerecht verlaufenden Dachlinie und der weit nach hinten versetzten C-Säule setzte Zagato eine Vorgabe Tony Crooks um, wonach das Auto vier vollwertige Sitzplätze für Erwachsene haben musste. Der Innenraum des Zagato ist aber knapper bemessen als der des 406 Saloon. Das Dach ist profiliert: Es hat im hinteren Bereich die für Zagato typischen, Double Bubbles genannten Ausbuchtungen. Beim Prototyp von 1959 und dem danach hergestellten Fahrzeug ist das Dach geringfügig niedriger als bei den folgenden vier Fahrzeugen. Die Türen sind rahmenlos. Die vorderen Scheinwerfer sind zurückversetzt in die Kotflügel integriert und mit Plexiglas abgedeckt. Weil der hoch bauende Motor nicht unter die flache Motorhaube passt, ist mitten auf der Haube eine Hutze erforderlich, die auch als Lufteinlass dient. Über der Hinterachse befindet sich eine Stufe in der Gürtellinie; im Heckbereich ist sie höher als beim Vorderwagen. Der hintere Überhang ist kürzer als der des Standard-406. Wie bei Bristol üblich, ist das Reserverad stehend in einem der vorderen Kotflügel in einem von außen zugänglichen Fach zwischen dem Vorderrad und der A-Säule untergebracht. Auf der anderen Fahrzeugseite nimmt ein ähnliches Fach die Batterie auf.
Die Dekorelemente variieren von Fahrzeug zu Fahrzeug. Das betrifft unter anderem das Kühlergitter und die seitliche Zierleiste, die bei einigen Autos waagerecht bis zum hinteren Radausschnitt oder auf den hinteren Kotflügel reicht, während sie bei mindestens einem Wagen einen Z-förmigen Knick macht, bei einem weiteren Fahrzeug dagegen gänzlich fehlt. Einige, aber nicht alle Fahrzeuge haben drei waagerechte Zierstreifen auf der C-Säule.
Der Zagato-Entwurf wird in stilistischer Hinsicht zumeist kritisch bewertet. Einige Quellen sehen ihn als „exzentrisch“ an, andere sind sich unschlüssig, ob der Zagato-Entwurf „ein charismatischer Klassiker oder ein klassischer Fauxpas“ ist.

#### Leichtbau
Zagato setzte konsequent auf Leichtbau. Während die beim Londoner Karosseriebaubetrieb Jones Brothers hergestellte Karosserie des 406 Saloon von einem schweren Stahlunterbau getragen wurde, der maßgeblich für das hohe Gewicht des Serienmodells verantwortlich war, konstruierte Zagato ein leichtes Gerüst aus dünnen Stahlrohren, an dem die aus Aluminiumblechen gefertigten Karosserieteile befestigt sind. Zur Gewichtsreduzierung trägt auch der kürzere Aufbau bei. Im Innenraum verzichtete Zagato auf Dekorelemente. So ist der Instrumententräger, dessen Form dem des 406 Saloon entspricht, anders als beim Werksmodell nicht mit Walnussholz verkleidet; er besteht vielmehr aus dünnem, in der Farbe der Sitzbezüge lackiertem Aluminiumblech. Bei den meisten 406 Zagato sind leichte, nur wenig gepolsterte Sitze eingebaut; mindestens ein Auto hat allerdings die komfortablen Sessel des 406 Saloon.

#### Mängel
Die Karosserie hat einige Mängel. So sind die hinteren Radkästen zu klein. Fahrbahnunebenheiten führen dazu, dass die Reifen bei Stößen regelmäßig die Radkästen oben berühren. Crook erklärte 40 Jahre nach Einstellung der Produktion, dass die Verarbeitungsqualität der Zagato-Karosserien „nicht so gut“ gewesen sei. Seine Mechaniker hätten vielfach Details wie Passungen, Spaltmaße und Oberflächen nachbessern müssen.

### Abmessungen, Gewicht und Fahrleistungen
Der Bristol 406 Zagato ist bei unverändertem Chassis 280 mm kürzer als der 406 Saloon. Sein Gewicht liegt mit 1100 kg deutlich unter dem des Standardmodells (1350 kg) und annähernd auf dem Niveau des Bristol 400 von 1946. Zeitgenössische Testfahrten ermittelten für den 406 Zagato mit dem 110S-Motor eine Höchstgeschwindigkeit von 122 mph (196 km/h), während der 106 Saloon nur 102 mph (164 km/h) erreichte.

## Produktionsprozess
Der Produktionsprozess war auf mehrere Standorte verteilt. Die Chassis entstanden im Bristol-Werk in Filton. Von dort wurden sie per Lastwagen nach Mailand zu Zagato gebracht, wo italienische Mechaniker die in Handarbeit hergestellten Karosserien mit den Chassis verbanden. Tony Crook stellte zwei Mitarbeiter seiner Werkstatt ab, die die Arbeiten in Zagatos Fabrik überwachten und die Einhaltung von Bristols Qualitätsanforderungen sicherstellen sollten. Die fertigen Autos kamen dann „auf eigener Achse“ nach Großbritannien, wo sie in Crooks Werkstatt in Hersham in Surrey noch einmal nachbereitet wurden.

## Produktion und Preise
Der Vertrag zwischen Anthony Crook Motors und Zagato sah den Aufbau von zehn 406 Zagato vor. In der Literatur besteht Einigkeit darüber, dass diese Zahl tatsächlich nicht erreicht wurde. Nahezu allen Quellen zufolge wurden insgesamt sechs 406 Zagato hergestellt. Soweit in einigen Quellen ein Produktionsumfang von sieben Fahrzeugen angegeben ist, schließt das den 406 S Zagato mit kurzem Radstand und eigenständiger Karosserie ein.
Anthony Crook Motors bot den Bristol 406 Zagato Ende 1959 für 4.792 £ (Fahrzeugpreis 3.380 £ zuzüglich 1412 £ Purchase Tax) an. Er war damit 550 £ teurer als ein regulärer 406 Saloon mit Werkskarosserie (4.244 £ inklusive Steuern). Der Preis eines 406 Zagato entsprach dem Gegenwert von sieben Triumph Herald oder neun Mini (500 £).
Die Bristol 406 Zagato ließen sich nur zögerlich absetzen. Das letzte Neufahrzeug verkaufte Crook im Oktober 1961 mit deutlichem Nachlass für 3.500 £ inklusive Steuern. Zur gleichen Zeit wurde ein gebrauchter 406 Zagato mit 6.000 Meilen Laufleistung für 2.800 £ angeboten.
Von den sechs 406 Zagato existieren je nach Quelle noch vier oder fünf Autos. Der dritte hergestellte Wagen – der erste mit höherem Dach – war im 20. Jahrhundert in einen schweren Verkehrsunfall verwickelt. Tony Crook ließ das Auto zerlegen; die verwertbaren Komponenten wurden als Ersatzteile genutzt.

## Der Bristol 406 Zagato und seine Konkurrenten
Die zeitgenössische Presse und jüngere Publikationen sehen den Bristol 406 Zagato als Konkurrenten zum Alvis TD 21, zum Aston Martin DB4 (bzw. DB4 GT) und zum Jaguar Mark 2. Eine Gegenüberstellung zeigt, dass diese Konkurrenzmodelle jeweils deutlich preiswerter waren als der Bristol 406 Zagato, aber größere und zumeist auch deutlich leistungsstärkere Motoren hatten. Der 4.100 £ teure Aston Martin DB4 GT – die kurze Sportversion des DB4 –, hatte nach Werksangaben einen Motor mit einer Leistung von 222 kW (299 bhp, 302 PS), der mehr als doppelt so stark war wie der des 406 Zagato. Teurer als der Bristol 406 Zagato war nur das Hochleistungsmodell Aston Martin DB4 GT Zagato, das angeblich 231 kW (309 bhp, 314 PS) leistete und ähnlich selten ist wie der Bristol 406 Zagato.
Das Missverhältnis von Preis und Leistung und der Umstand, dass die mittlerweile über 20 Jahre alte Grundkonstruktion des Motors an ihre Grenzen gestoßen war, werden als wesentliche Gründe für die geringe Nachfrage nach dem Bristol 406 Zagato angesehen.
|                       | Bristol 406 Zagato (110S-Motor)    | Alvis TD 21                        | Aston Martin DB4                   | Aston Martin DB4 GT                | Aston Martin DB4 GT Zagato         | Jaguar Mark 2                      |
| --------------------- | ---------------------------------- | ---------------------------------- | ---------------------------------- | ---------------------------------- | ---------------------------------- | ---------------------------------- |
|                       |                                    |                                    |                                    |                                    |                                    |                                    |
| Motorbauart           | Sechszylinder-Viertaktmotor, Reihe | Sechszylinder-Viertaktmotor, Reihe | Sechszylinder-Viertaktmotor, Reihe | Sechszylinder-Viertaktmotor, Reihe | Sechszylinder-Viertaktmotor, Reihe | Sechszylinder-Viertaktmotor, Reihe |
| Hubraum               | 2216 cm³                           | 2993 cm³                           | 3670 cm³                           | 3670 cm³                           | 3670 cm³                           | 3781 cm³                           |
| max. Leistung         | 97 kW (130 bhp, 132 PS)            | 86 kW (115 bhp, 116 PS)            | 179 kW (240 bhp, 243 PS)           | 222 kW (299 bhp, 302 PS)           | 231 kW (309 bhp, 314 PS)           | 164 kW (220 bhp, 223 PS)           |
| Höchstgeschwindigkeit | 196 km/h                           | 169 km/h                           | 224 km/h                           | 246 km/h                           | 247 km/h                           | 195 km/h                           |
| Preis (1959)          | 4.750 £                            | 2.877 £                            | 3.967 £                            | 4.169 £                            | 5.400 £                            | 1.779 £                            |

## Der Bristol 406 Zagato als Klassiker
Der Bristol 406 Zagato gehört zu den seltensten und „aufregendsten Klassikern“ der Marke Bristol. Er erzielt mittlerweile die höchsten Verkaufspreise aller Bristol. Zu Beginn des 21. Jahrhunderts wurden die 406-Zagatos für das 20- bis 30-Fache des Neuwagenpreises gehandelt. Ein 1960 aufgebautes Fahrzeug wurde 2014 in voll restauriertem Zustand für 169.500 £ (187.390 €) verkauft.

## Verwandte Modelle

### Zagatos Karosserien für ältere Bristol-Chassis

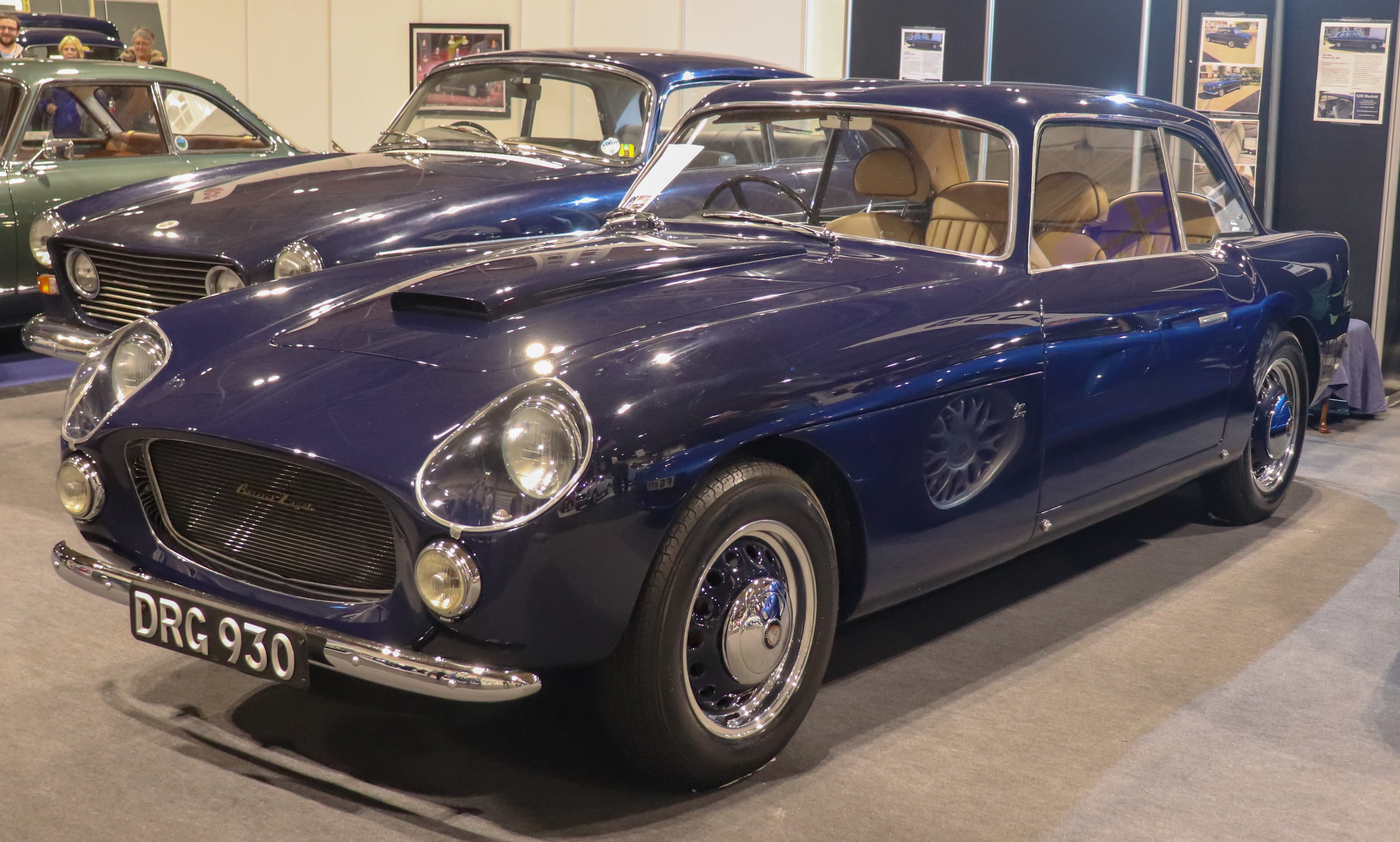
Upgrade-Modell: Karosserie des 406 Zagato auf dem Chassis eine Bristol 400 von 1949 (Fahrgestellnummer 400-1-568)

Weil Anthony Crook Motors nur sechs 406 Zagato absetzen konnte, in Italien aber vertragsgemäß zehn Karosserien hergestellt worden waren, verwendete Crook die nicht verkauften Zagato-Aufbauten ab 1961 mehrheitlich für ältere Bristol-Chassis. In einem in Großbritannien als Upgrade bezeichneten Prozess wurden mehrere Fahrgestelle vom Typ Bristol 400 und 401 nachträglich mit den verbliebenen Karosserien im Stil des 406 Zagato ausgestattet, die in Crooks Werkstatt in Details stilistisch überarbeitet worden waren. Keines dieser Fahrzeuge verließ Crooks Werkstatt mit einem 2,2-Liter-Motor (Typ 110 oder Typ 110S), vielmehr behielten sie alle die 2,0-Liter-Triebwerke (Type 85), mit denen sie serienmäßig ausgestattet waren. Allerdings wurde mindestens eines dieser Autos auf Initiative seines Eigentümers mit einem Type-110-Motor ausgestattet.
Wie schon die regulären 406-Zagatos, waren auch diese Upgrades Projekte von Anthony Crook Motors; einen direkten Bezug zu Bristol Cars gab es nicht. Crook bot die Umbauten ab Sommer 1961 zu einem Drittel des Preises eines originalen 406 Zagato an (1.550 £). Wie viele dieser Mischmodelle hergestellt wurden, ist nicht bekannt. Tony Crook erklärte im Jahr 2001, die Nachfrage sei „gut“ gewesen. Markendokumentationen gehen von „mindestens drei“ Autos aus, die auf diese Weise überarbeitet worden sind. Eines dieser Mischmodelle, das auf dem 1949 hergestellten Chassis mit der Nummer 400-1-568 basiert, wurde 2013 in verwahrlostem Zustand in Devon gefunden. Als sogenannter Scheunenfund (Barnfind) wurde das Auto im gleichen Jahr unrestauriert für 29.000 £ versteigert. Inzwischen ist es vollständig restauriert und wird wiederholt auf Ausstellungen gezeigt.

### Bristol 406 S Zagato

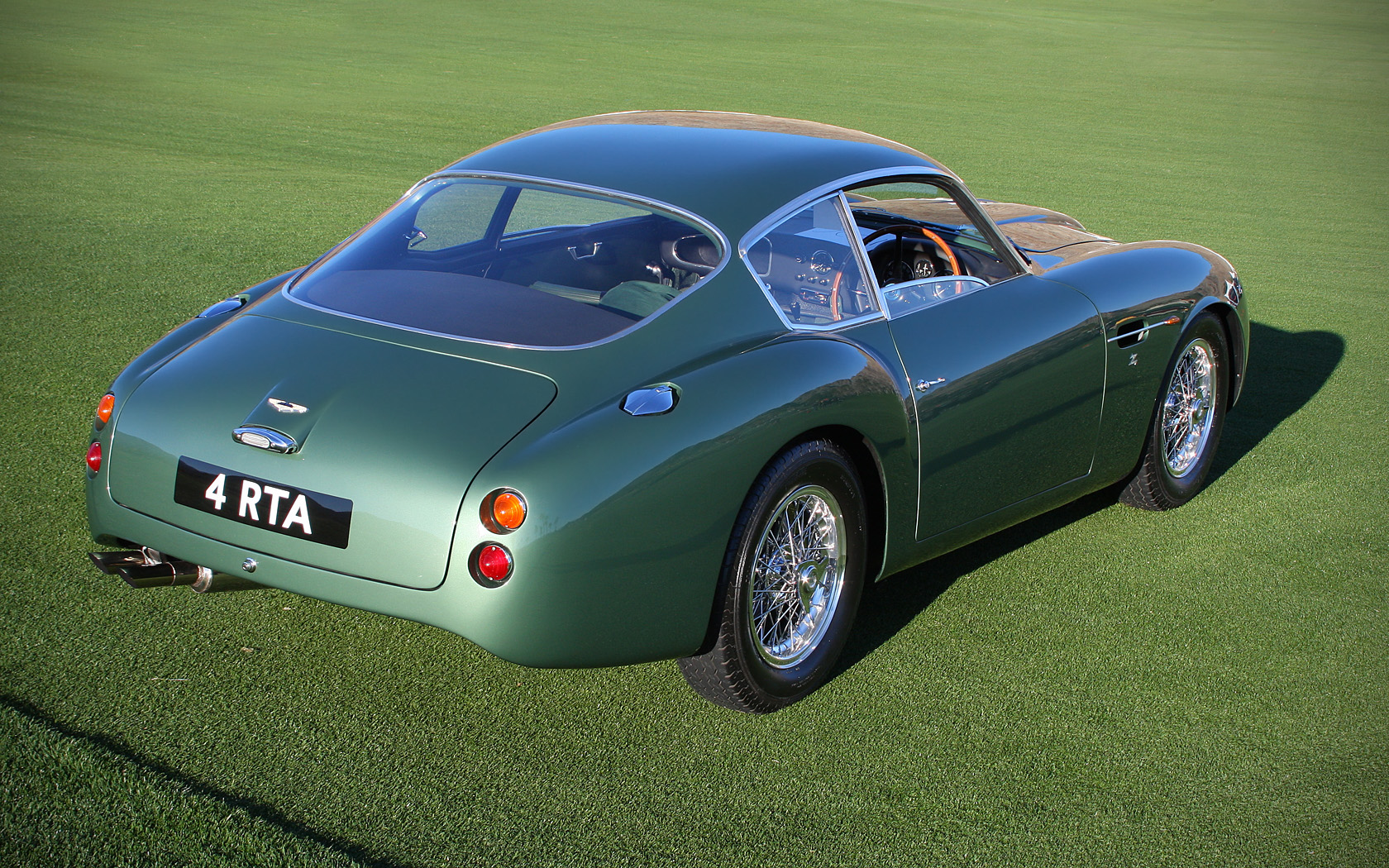
Dem Bristol 406 S Zagato nachempfunden: Aston Martin DB 4 GT Zagato

Vom 406 Zagato ist der 406 S Zagato zu unterscheiden, ein stilistisch eigenständiges Fahrzeug, das einen kürzeren Radstand hat. Der Zusatz „S“ (für englisch short) weist auf diese Besonderheit hin. Das zweisitzige Auto, das werksintern als 406S-P2 bezeichnet wird, ist ein Einzelstück, das 1960 im Auftrag von Anthony Crook Motors bei Zagato in Mailand aufgebaut wurde. Es beruht auf einem Chassis des Bristol 404, das geringfügig verlängert wurde. Mit einem Radstand von 2743 mm liegt der 406 S Zagato zwischen dem kurzen 404 (2438 mm) und den regulären 406 Saloon und 406 Zagato (2896 mm). Dieses Chassis entspricht dem des 1958 hergestellten Prototyps 406S-P1. Die Aluminiumkarosserie des 406 S Zagato hat weiche Rundungen und ein Semifließheck. Die hinteren Kotflügel sind rundlich ausgeformt, außerdem ist hinten eine Panoramascheibe eingebaut, die von einem in Kleinserie hergestellten Lancia mit Zagato-Karosserie stammt. Der 406 S Zagato hat den 130 bhp starken Type-110S-Motor, der auch im längeren 406 Zagato zum Einsatz kam. Das Auto, das einige Jahre lang in Tony Crooks Familie genutzt wurde, existierte zu Beginn des 21. Jahrhunderts noch. Der Entwurf der 406S-Zagato-Karosserie wurde wenig später in leicht veränderter Form für den Aston Martin DB4 GT Zagato verwendet. Eine ähnliche, allerdings deutlich längere Karosserie erhielt 1961 auch der Bristol 407 GTZ Zagato.

## Technische Daten
| Bristol 406 Zagato                   | Bristol 406 Zagato | Bristol 406 Zagato |
|                                      | 2,2 Liter Type 110 | 2,2 Liter Type 110 S |
| ------------------------------------ | --- | --- |
| Motor:                               | Sechszylinder-Reihen-Ottomotor | Sechszylinder-Reihen-Ottomotor |
| Hubraum:                             | 2216 cm³ | 2216 cm³ |
| Bohrung × Hub:                       | 68,69 × 99,64 mm | 68,69 × 99,64 mm |
| Leistung:                            | 105 bhp (78 kW, 106 PS) | 130 bhp (97 kW, 132 PS) |
| Max. Drehmoment:                     | 177 N·m bei 4700 min−1 | 165 N·m bei 3750 min−1 |
| Verdichtungsverhältnis:              | 8,5 : 1 | 9,0 : 1 |
| Gemischaufbereitung:                 | 3 × Solex-Fallstromvergaser Typ 32 PBI/7 | 3 × Solex-Fallstromvergaser Typ 32 PBI/7 |
| Ventilsteuerung:                     | kettengetriebene untenliegende Nockenwelle; Stößel, Stoßstangen und Kipphebel (Auslass: 2 Stoßstangen und 2 Kipphebel)                             | kettengetriebene untenliegende Nockenwelle; Stößel, Stoßstangen und Kipphebel (Auslass: 2 Stoßstangen und 2 Kipphebel)                             |
| Kühlung:                             | Wasserkühlung | Wasserkühlung |
| Getriebe:                            | handgeschaltetes Vierganggetriebe, Gänge 2 bis 4 synchronisiert, Overdrive                                                                         | handgeschaltetes Vierganggetriebe, Gänge 2 bis 4 synchronisiert, Overdrive                                                                         |
| Radaufhängung vorn:                  | Querlenker oben und querliegende Blattfeder unten                                                                                                  | Querlenker oben und querliegende Blattfeder unten                                                                                                  |
| Radaufhängung hinten:                | Starrachse, unten geführt von den Traghebeln der Drehstabfedern über kurze Pleuel, oben von einem Längslenker und seitlich von einem Watt-Gestänge | Starrachse, unten geführt von den Traghebeln der Drehstabfedern über kurze Pleuel, oben von einem Längslenker und seitlich von einem Watt-Gestänge |
| Bremsen:                             | vorne und hinten Scheibenbremsen | vorne und hinten Scheibenbremsen |
| Chassis:                             | Rohrrahmen | Rohrrahmen |
| Karosserie:                          | Aluminium auf Gitterrahmen | Aluminium auf Gitterrahmen |
| Radstand:                            | 2896 mm | 2896 mm |
| Abmessungen (Länge × Breite × Höhe): | 4700 × 1600 × 1397 mm | 4700 × 1600 × 1397 mm |
| Leergewicht:                         | 1120 kg | 1120 kg |
| Höchstgeschwindigkeit:               | ca. 170 km/h | 196 km/h |